# Dolmen de la Caseta de las Balanzas
Le Dolmen de la Caseta de las Balanzas (ou dolmen de la Maisonnette des Balances), connu aussi sous le nom de Dolmen de Almazzore, est un dolmen situé à Almazorre, dans la commune de Bárcabo, dans la province de Huesca, en Aragon, en Espagne,. Il a été classé Bien d'intérêt culturel.

## Situation
Le dolmen de la Caseta de las Balanzas est situé à 882 m d'altitude dans la Sierra de Guara, les premiers contreforts des Pré-Pyrénées. Il se trouve au milieu d'une dense forêt de chênes, sur le versant oriental du Tozal de Mata.

## Historique
Le site a été fouillé en 1986 et 1987. Des os humains et des objets funéraires sont apparus lors des fouilles.

## Description
Le dolmen, daté du IIIe millénaire av. J.-C., est constitué d'une chambre funéraire et d'un tumulus presque entièrement disparu. Celui-ci, composé de pierres calcaires d'une taille comprise entre 5 et 40 cm et d'une hauteur résiduelle de 60 cm maximum, est de forme circulaire.
La chambre, sous l'effet de l'inclinaison des orthostates, a un plan légèrement trapézoïdal. Deux des trois orthostates latéraux sont restés debout. La dalle de couverture, tombée au sol, a été déplacée.